# Twenty Five
Twenty Five – album George’a Michaela z 2006 roku.
Składanka w Polsce uzyskała status dwukrotnie platynowej płyty.

## Lista utworów
Disc 1: For Living
1. „Everything She Wants” (Wham!) – 6:33
2. „Wake Me Up Before You Go-Go” (Wham!) – 3:52
3. „Freedom” (Wham!) – 5:20
4. „Faith” – 3:15
5. „Too Funky” – 3:46
6. „Fastlove” – 5:28
7. „Freedom! ’90” – 6:30
8. „Spinning the Wheel” – 6:09
9. „Outside” – 4:44
10. „As” (feat. Mary J. Blige) – 4:43
11. „Freeek!” – 4:32
12. „Shoot the Dog” – 5:08
13. „Amazing” – 4:25
14. „Flawless (Go to the City)” – 4:50
15. „An Easier Affair” – 4:38

Disc 2: For Loving
1. „Careless Whisper” – 5:04
2. „Last Christmas” (Wham!) – 4:27
3. „A Different Corner” – 4:03
4. „Father Figure” – 5:40
5. „One More Try” – 5:53
6. „Praying for Time” – 4:41
7. „Heal the Pain” (feat. Paul McCartney) – 4:43
8. „Don’t Let the Sun Go Down on Me” (feat. Elton John) – 5:48
9. „Jesus to a Child” – 6:50
10. „Older” – 5:34
11. „Round Here” – 5:55
12. „You Have Been Loved” – 5:28
13. „John and Elvis Are Dead” – 4:23
14. „This Is Not Real Love” (feat. Mutya) – 4:56

Disc 3: For the Loyal
1. „Understand” – 5:56
2. „Precious Box” – 7:36
3. „Roxanne” – 4:10
4. „Fantasy” – 5:02
5. „Cars and Trains” – 5:51
6. „Patience” – 2:52
7. „You Know That I Want to” – 4:32
8. „My Mother Had a Brother” – 6:19
9. „If You Were There” (Wham!) – 3:43
10. „Safe” – 4:25
11. „American Angel” – 4:08
12. „My Baby Just Cares for Me” – 1:43
13. „Brother, Can You Spare a Dime?” – 4:27
14. „Please Send Me Someone (Anselmo’s Song)” – 5:25
15. „Through” – 4:52